# La Fête sauvage
La Fête sauvage — саундтрек греческого композитора Вангелиса, написанный специально для документального фильма «Дикий праздник» французского режиссёра Фредерика Россифа.

## Об альбоме
В первой части альбома представлена смесь электронной музыки, ударных инструментов, звуков животных, племенного пения. Вторая часть переходит на более знакомую стезю Вангелиса, с пышными электронными саундскейпами и мягкими мелодиями. Пение и ударные были исполнены рядом специально приглашённых музыкантов, которые записывались в студии Вангелиса. Документальный фильм содержит намного больше музыки, чем доступно на альбоме.

## Список композиций
| №  | Название            | Длительность |
| -- | ------------------- | ------------ |
| 1. | «La Fête sauvage I» | 18:12        |

| №  | Название             | Длительность |
| -- | -------------------- | ------------ |
| 2. | «La Fête sauvage II» | 20:18        |